# Terry Phelan
Terence Michael „Terry“ Phelan (* 16. März 1967 in Manchester) ist ein in England geborener, ehemaliger irischer Fußballspieler. Als linker Außenverteidiger war er allem bekannt für seine Zeit als Spieler des FC Wimbledon und Manchester City. Für beide Vereine absolvierte er zusammen mehr als 250 Erstligaspiele. Größter Erfolg war der Gewinn des FA Cups im Jahr 1988 nach einem überraschenden 1:0-Finalerfolg des FC Wimbledon gegen den FC Liverpool. Phelan war dazu Teil des irischen Kaders der WM-Endrunde 1994 in den Vereinigten Staaten. Für die irische Nationalmannschaft absolvierte er zwischen 1991 und 2000 insgesamt 42 A-Länderspiele.

## Sportlicher Werdegang

### Leeds United
Phelan besuchte die Cathedral High School in Manchester und zeigte dort früh sein Talent im Fußball. Er vertrat Schulauswahlen aus Salford und Greater Manchester. Der spätere Weg sollte ihn jedoch nicht in die englischen Nationalteams führen, da er sich aufgrund der irischen Nationalität seiner Mutter (genauer aus Sligo) später für eine Karriere in der irischen Nationalmannschaft entschied. Im Alter von 16 Jahren schloss er sich der Jugendabteilung von Leeds United an und kam in der irischen Jugendauswahl zum Einsatz. Am 3. August 1984 unterschrieb er in Leeds seinen ersten Profivertrag und agierte in der Saison 1984/85 vornehmlich in der Reservemannschaft, bevor seine beständig guten Leistungen mit Zweitliga-Einsätzen in der Frühphase der Spielzeit 1985/86 belohnt wurden. Nach seinem Debüt am 7. September 1985 beim 3:1-Auswärtssieg gegen Shrewsbury Town absolvierte er noch 13 weitere Second-Division-Partien in der Saison, bevor er verletzungsbedingt pausieren musste. Als einer von vielen interessanten Leeds-Talenten unter der Regentschaft von Eddie Gray erlitt Phelans Entwicklung einen empfindlichen Rückschlag durch den Trainerwechsel zu Billy Bremner und so ließ dieser den jungen Linksverteidiger im Mai 1986 ziehen. Schnell fand sich mit dem Viertligisten Swansea City ein neuer Verein.

### Über Swansea nach Wimbledon
Phelan hatte in der neuen Umgebung wenige Eingewöhnungsprobleme. Er war auf Anhieb „Dauerbrenner“ mit 45 und 46 möglichen Viertligapartien. Dabei zeigte er derart gute Leistungen, dass er nach Ablauf der Saison 1986/87 in das PFA Team of the Year der Fourth Division aufgenommen wurde. Damit empfahl er sich für höhere Aufgaben und der Erstligist FC Wimbledon zahlte im Juli 1987 100.000 Pfund für die Verpflichtung von Phelan, der zuvor am 17. Februar 1987 für die irische U21-Auswahl gespielte hatte (1:4 gegen Schottland). Phelan wurde bei seinem Wechsel von John Scales begleitet, der ebenfalls aus der Leeds-Talentschmiede stammte. In der berüchtigten „Crazy Gang“ des FC Wimbledon, die als ruppige Mannschaft gefürchtet war, fügte sich Phelan unter dem neuen Trainer Bobby Gould auf Anhieb ein. Beim unerwarteten 1:0-Endspielsieg im FA Cup gegen den favorisierten FC Liverpool stand er in der Startelf. Als antrittschneller Linksverteidiger blieb Phelan insgesamt fünf Jahre bei den „Dons“ und begann am 11. September 1990 in Ungarn (3:1) seine A-Länderspielkarriere für Irland (per Einwechslung nach knapp einer Stunde für Denis Irwin). Im August 1992 wechselte Phelan für eine Ablösesumme von 2,5 Millionen Pfund in seine Geburtsstadt zu Manchester City.

### Manchester City und Everton
Auch bei den „Citizens“ war Phelan fortan Stammspieler, bevor es ihn im November 1995 zum Ligakonkurrenten FC Chelsea zog – Manchester City stieg in derselben Saison 1995/96 letztlich in die zweite Liga ab. Während seiner Zeit in Manchester war er Mitglied des irischen Kaders für die WM-Endrunde 1994 in den Vereinigten Staaten. In einer schwierigen Gruppe begann Irland mit Phelan in der Startelf mit einem 1:0-Sieg gegen Italien, dem eine 1:2-Niederlage gegen Mexiko folgte. Das abschließende 0:0 gegen Norwegen ohne Phelan genügte, um ins Achtelfinale einzuziehen. Dort sorgte jedoch eine 0:2-Niederlage gegen die Niederlande mit Rückkehrer Phelan für das Aus im Turnier. Die Zeit in Chelsea gestaltete sich schwierig und Phelan sollte letztlich bis zum Jahreswechsel 1996/97 auf gerade einmal 15 Premier-League-Einsätze kommen. Da kam die Anfrage des FC Everton gerade recht, um den ernsthaft verletzten und sehr populären Andy Hinchcliffe zu vertreten. Phelan debütierte am Neujahrstag 1997 anlässlich der 0:2-Heimniederlage gegen die Blackburn Rovers, erarbeitete sich aber sukzessive das Vertrauen der Everton-Anhänger, bevor ihn eine Verletzung im November 1997 für den Rest der laufenden Saison 1997/98 und für weite Teile der anschließenden Saison 1998/99 mit gerade einmal neun Ligaeinsätzen außer Gefecht setzte. Obwohl er sich zur Spielzeit 1999/2000 weitestgehend fit melden konnte, fand er in den Planungen des FC Everton keine Berücksichtigung mehr. Er absolvierte sein letztes Spiel für die „Toffees“ am 14. September 1999 gegen Oxford United (1:1) im Ligapokal und wechselte dann im Oktober 1999 auf Leihbasis zum Zweitligisten Crystal Palace. Die auf einen Monat ausgelegte Leihe wurde letztlich auf drei Monate ausgedehnt und lief ohne erkennbare Gesundheitsprobleme bei Phelan ab. Dennoch blieb er bei Everton nach seiner Rückkehr weiter außen vor, auch aufgrund der Angewohnheit von Trainer Walter Smith, gelernte Innenverteidiger auf die Außenpositionen zu setzen. So wechselte er stattdessen Anfang Februar 2000 zum Zweitligisten FC Fulham.

### Karriereausklang und Wechsel ins Trainerfach
Bei Fulham war er zwar Teil des Teams, das 2001 in die Premier League aufstieg, aber Phelan hatte dazu nur zwei Einsätze beigetragen. Grund dafür war vor allem der neue Trainer Jean Tigana, der fortan auf Rufus Brevett setzte. Auch in der Nationalmannschaft war seine Zeit abgelaufen; sein 42. und letztes A-Länderspiel bestritt Phelan am 10. Juni 2000 im Giants Stadium gegen Südafrika (2:1). Ab August 2001 ließ er seine aktive Laufbahn bis Januar 2002 im englischen Profifußball bei Sheffield United auslaufen.
Nächste Stationen waren in den Vereinigten Staaten Charleston Battery, wo er sich auch in der Jugendarbeit engagierte, und danach als Spieler und Trainer-Assistent in Neuseeland Otago United. Dort blieb er für vier Spielzeiten bis zum Ende der Saison 2008/09. Im April 2015 wurde er in Indien technischer Direktor der Kerala Blasters und übernahm dann am 1. November 2015 die Aufgabe des Cheftrainers und folgte dabei interimistisch auf den entlassenen Peter Taylor bis Steve Coppell die Rolle dauerhaft übernahm. Im August 2019 folgte erneut eine Aufgabe als technischer Direktor, nunmehr bei South United.

## Titel/Auszeichnungen
- Englischer Pokal (1): 1987/88
- PFA Team of the Year (1): Saison 1986/87 (4. Liga)